# Falsonerdanus kubani
Falsonerdanus kubani là một loài bọ cánh cứng trong họ Oedemeridae. Loài này được Švihla miêu tả khoa học năm 2001.